# Bracon delusorius
Bracon delusorius är en stekelart som beskrevs av Telenga 1936. Bracon delusorius ingår i släktet Bracon och familjen bracksteklar. Inga underarter finns listade.